# José Luis Llorente Gento
José Luis Llorente Gento (Valladolid, 1959), és un jugador de bàsquet espanyol, ja retirat, guanyador d'una medalla olímpica.

## Biografia
Va néixer el 6 de gener de 1959 a la ciutat de Valladolid, capital de la província del mateix nom (Castella i Lleó). Nebot del jugador de futbol Paco Gento, és germà del també jugador de bàsquet Antonio Llorente i dels jugadors de futbol Francisco i Julio Llorente.

## Carrera esportiva

### A nivell de clubs
| Anys      | Club                   | Lliga                      |
| --------- | ---------------------- | -------------------------- |
| 1979-1983 | Reial Madrid           | Lliga espanyola de bàsquet |
| 1983-1985 | CajaMadrid             | Lliga ACB                  |
| 1985-1987 | CB Zaragoza            | Lliga ACB                  |
| 1987-1992 | Reial Madrid           | Lliga ACB                  |
| 1992-1996 | CB Andorra             |                            |
| 1996-1997 | Baloncesto Fuenlabrada | Lliga ACB                  |

Amb el Reial Madrid aconseguí guanyar:
- Lliga espanyola de bàsquet (2): 1979-80 i 1981-82
- Copa del Rei de bàsquet (1): 1988-89
- Copa d'Europa de bàsquet (1): 1979-80
- Copa Intercontinental de bàsquet (1): 1981
- Copa Korac (1): 1987-88
- Copa Saporta (2): 1988-89 i 1991-92

### Amb la selecció nacional
Va participar, als 21 anys, en els Jocs Olímpics d'Estiu de 1980 realitzats a Moscou (Unió Soviètica), on va aconseguir finalitzar en quarta posició amb la selecció espanyola de bàsquet, aconseguint així un diploma olímpic. En els Jocs Olímpics d'Estiu de 1984 realitzats a Los Angeles (Estats Units) aconseguí guanyar la medalla de plata, i en els Jocs Olímpics d'Estiu de 1988 celebrats a Seül (Corea del Sud) aconseguí un nou diploma olímpic en finalitzar vuitè.
Al llarg de la seva carrera aconseguí guanyar la medalla de plata en el Campionat d'Europa de bàsquet masculí l'any 1983.